# 172
El 172 (CLXXII) fou un any comú començat en dimarts del calendari julià.

## Esdeveniments
- L'emperador Marc Aureli travessa el Danubi amb un cos expedicionari, sotmet els marcomans i els seus aliats i, en compliment d'un acord amb les tribus germàniques, els permet assentar-se en parts de l'Imperi Romà que han perdut població a causa de la pesta.
- Intent d'unificar els quatre evangelis canònics
- Montà comença a predicar la profecia segons la qual la Jerusalem celestial davallarà al poblet frigi de Pepuza (data alternativa: 156).[1]